# Savage Poetry
Savage Poetry è il primo album della band power metal tedesca Edguy.
È stato autoprodotto nel 1995. Quando uscì, non ebbe molto successo. Al contrario nel 2000 la sua ristampa, prodotta da AFM Records col titolo The Savage Poetry, ricevette un degno successo.

## Tracce
1. Key To My Fate
2. Hallowed
3. Misguiding Your Life
4. Sands Of Time
5. Sacred Hell
6. Eyes Of The Tyrant
7. Frozen Candle
8. Roses To No One
9. Power And Majesty

## Formazione
- Jens Ludwig – chitarra
- Tobias Sammet – voce, basso, tastiera
- Dirk Sauer – chitarra
- Dominik Storch – batteria